# تيري هاندز
تيري هاندز (بالإنجليزية: Terry Hands)‏ هو مخرج بريطاني، ولد في 9 يناير 1941 في ألدرشوت في المملكة المتحدة.

## وصلات خارجية
- تيري هاندز على موقع IMDb (الإنجليزية)
- تيري هاندز على موقع قاعدة بيانات برودواي على الإنترنت (الإنجليزية)
- تيري هاندز على موقع قاعدة بيانات الفيلم (الإنجليزية)